# Szegedi József
Szegedi József (1908 – ?)  magyar gépészmérnök, repülőgép szerkesztő, pilóta.

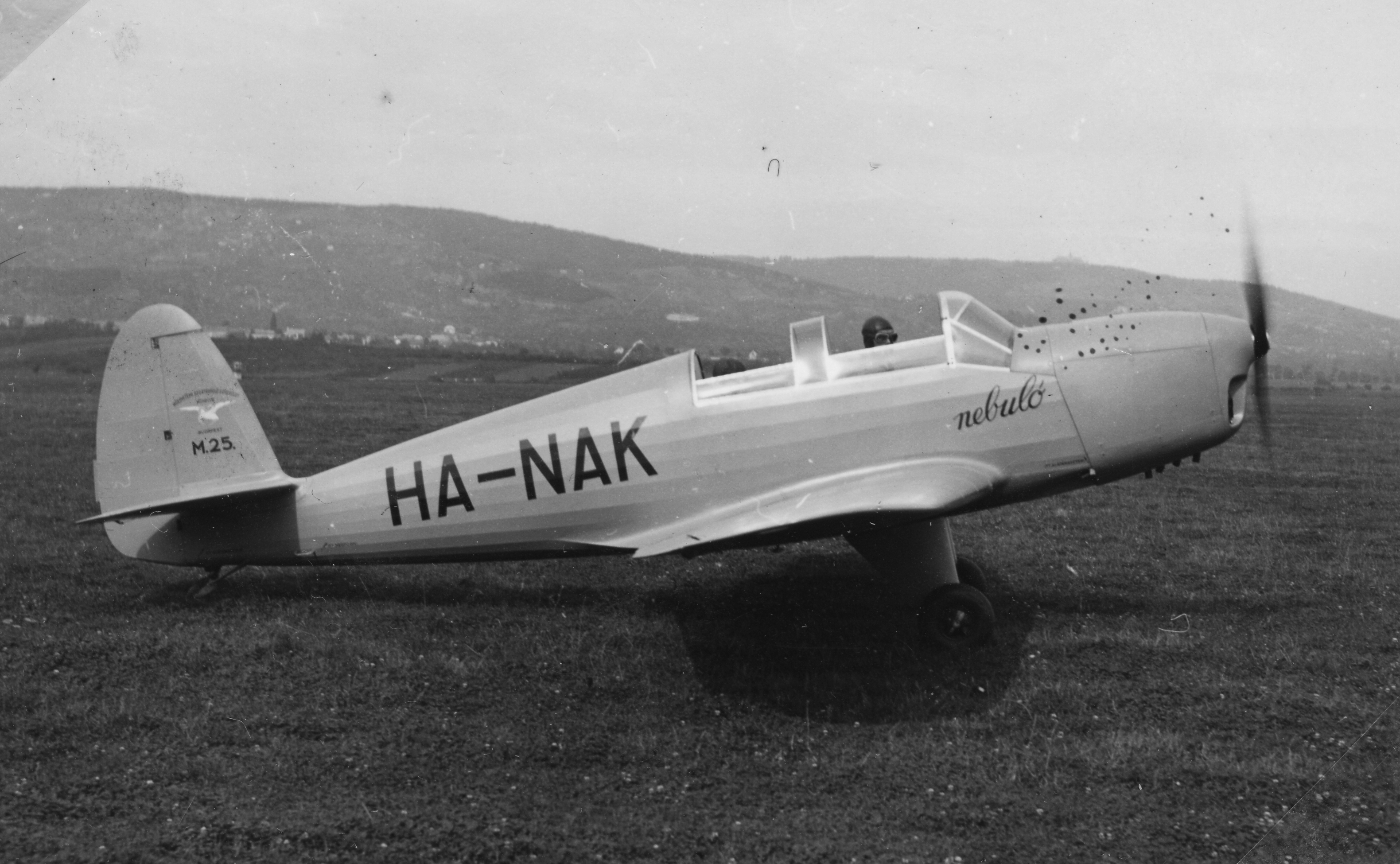
M-25 Nebuló iskola- és túrarepülőgép

## Életpálya
A Műegyetem keretében működő Műegyetemi Sportrepülő Egyesület keretében az 1930-as években pilótavizsgát tett, majd a Bánhidy Antal mellett repülőgép építést és tervezést végzett. 1934-től a műhely főnöke, irányításával épültek Egyiptom részére az M–22 és az M–24 repülőgépek, a vontató Gerlé-k és további kísérleti repülőgépek. A második világháború után Dél-Amerikába vándorolt.

## Repülőgépei

### M–21
Első önálló repülőgépe 1937-ben épült, az M–21/HA–RAG nyilvántartó szám alatt, egy 150 lóerős Siemens SH–14A motor által hajtott együléses műrepülőgép. Minden repülőnapon, bemutatón szerepelt. 

### M–24
1937-ben Jancsó Endre közreműködésével épült az M–24 kétüléses, vegyes építésű, alsó-fedeles, bevonható futóműves túragép. 105 lóerős Hirt HM 504A motorral.

### M–25
1940-ben Jancsó Endre közreműködésével az M–25/Nebuló alsószárnyas iskola- és túrarepülőgép, 105 lóerős Hirt HM 504A 2 motorral. Vegyes építésű, merev futóműves gép. Formált acélrács törzzsel és részben furnérral borított faépítésű szárnnyal.

### EM–29
1942-ben Jancsó Endre közreműködésével tervezte az EM–29 iskolagépét. A két, egymás melletti üléssel ellátott alsószárnyas gépet egy 105 LE-s MÁVAG-Hirt HM 504A motor hajtotta. A típusból 25 darabot gyártott az EMESE Kísérleti Repülőgépgyár.

### EM–27
1943-ban Jancsó Endre közreműködésével építette EM–27 kétüléses gyakorló repülőgépét. 240 lóerős Argus As–10 c motorral.

## Külső hivatkozások
- Szegedi József. mebsz.hu. (Hozzáférés: 2014. március 12.)